# REXi
REXi（レクシィ）、レクシィ株式会社（英語表記:REXi Inc.）は、2007年設立のゲーム会社である。現代怪盗PBW『ファントムディグニティ』等を運営中。代表は斉藤尚嗣。所在地は札幌市中央区。REXiの名前はREXにインターネットを指し示すiを付け加えたことに由来する。

## 沿革
2007年4月12日に設立。同業他社であるテラネッツ社のマスター（契約ライター）、同社を辞任した役員などで構成されており、PBWの企画・製作を主な業務としている。
2007年末ごろ、病倒による長期療養のため初代代表である三浦氏に代わり、斉藤尚嗣が代表に就任した。
処女作『Justice&Jokers』は、正義と悪の陣営に分かれて競い合うヒーロー特撮物となっている。
2009年4月からは、PBW第2弾であるファンタジー学園物の『神代七代　学園X』が開始され、2012年3月において第四期生の募集が行われている。
2011年6月から、PBW第3弾である現代祓魔師物の『SINN』が開始された。
2012年10月に、レクシィLLC合同会社からレクシィ株式会社への移行及び業務譲渡が実施された。
2013年4月から、PBW第4弾である大航海時代冒険物の『天竜宮ティルノギア』が開始された。
2015年から、PBW第5弾である『戦国来ちゃいました』が開始された。
2017年から、PBW第6弾である『ファントムディグニティ』が開始された。

## 主なスタッフ
冴島鋭士（さえじま えいじ）
Justice&Jokersや学園ＸのCWを経て、現在はＰＢＷ事業統括責任者を行っている。元テラネッツ社のメインスタッフ。
月海歩人（つきみ あると）
ゲーム内の名物NPC、クモカマキラーやカマラン教師、蜘蛛鎌次郎を担当。
火村高斗（ひむら たかと）
Justice&Jokersのコンセプトワーカー。
秋山真之（あきやま さねゆき）
Justice&Jokersのシナリオディレクター。
畑下はるこ（はたした はるこ）
学園Xのコンセプトワーカー。天竜宮ティルノギアのエグゼクティブアドバイザー。
K次郎（ケイじろう）
学園Xのシナリオディレクター。
カランコエ
学園X天竜宮ティルノギアのシナリオディレクター。
楽市（らくいち）
SINNのコンセプトワーカー。
真名木風由（まなき ふゆ）
SINNのシナリオディレクター。
北野旅人（きたの たびと）
SINNのシナリオディレクター。
福龍之介（はっぴー りゅうのすけ）
天竜宮ティルノギアのコンセプトワーカー。
あつし（あつし）
天竜宮ティルノギアのシナリオディレクター。
才川貴也（さいかわ たかや）
イラスト発注サービスである『STARS』のスタッフ。

## 現在までのPBW企画内容
Justice&Jokers
2007年5月開始。PBW第1弾『Justice&Jokers（ジャスティス&ジョーカーズ）』は、ヒーロー特撮ものをベースにして正義と悪の陣営に分かれて競い合うと言う、業界初のプレイヤー対立要素を含んだPBWであり（これまでもゲームの一部で対立要素の有るPBWは存在したが、それを大々的なテーマとしたのは本作が初である）、根幹ルールとして『お約束』を提示している。
2011年5月公式サイトにて終了告知が行われた。
学園X
2009年4月開始。PBW第2弾『神代七代 学園X（かみよななよ がくえんX）』は、次代の勇者を育てるために開校したローレック守護精霊学校（ローレック・ルミナ・スクール）を舞台としたファンタジー学園物である。戦闘や冒険的シナリオに加え、学園生活をテーマとしたシナリオも数多くリリースされている。2012年3月において、追加種族シフール・ブラウニーを含む第四期生の募集が行われている。
2013年4月公式サイトにて終了告知が行われた。
SINN
2011年6月開始。PBW第3弾『SINN（シン）』は現代祓魔PBWと称されている通り、ディアボルスとそれを退治するSINN（Sacread INNocence（セイクリッド・イノセンス））を巡る物語である。舞台は現代社会であり、またルークス教という宗教を主軸に全ては進行していく。ルークス教の本拠地はルークス市国と呼ばれ、ローマの中心に存在している。一見宗教色の濃い作品と見受けられがちではあるが、極力宗教関係を廃したゲームである。クラスは4種類存在しており、信者・聖職者・その他から選んだ立場によって選べるクラスが異なってくる。また立場によって求められるRPが変化する。2011年7月8日より正式にシナリオサービスが稼働した。
2015年3月終了予定。
天竜宮ティルノギア
2013年4月開始。PBW第4弾『天竜宮ティルノギア（てんりゅうぐうティルノギア）』は、空飛ぶ島スカイドラグーンの住人ドラグナーとなって、世界の脅威「カオス」と戦う冒険物である。舞台は神代七代学園Xの約500年後。魔法やモンスターといったファンタジーの要素と、帆船・火縄銃・活版印刷といった大航海時代の要素が混在する世界である。2013年7月8日より正式にシナリオサービスが稼働した。
戦国来ちゃいました
2015年開始。PBW第5弾『戦国来ちゃいました』は、寛永の世にタイムスリップした現代人が、鬼や妖怪と戦う物語である。「PBW2.0」を掲げ、従来作からの大幅な変更が見られる。

## その他のサービス
STARS（スターズ）
ゲームに参加させるキャラクターのイラスト執筆を依頼できる、イラストレーターコンテンツ。
ネームwiki（ネームウィキ）
キャラクターの名前をある程度の条件指定によって作り出すキャラクターネームジェネレーターを提供している。